# سیارک ۶۴۲۰
سیارک ۶۴۲۰ (به انگلیسی: 6420 Riheijyaya، نامگذاری:1993XG1) شش هزار و چهارصد و بیستمین سیارک کشف شده‌است که در ۱۴ دسامبر ۱۹۹۳ کشف شد.
قدر مطلق سیارک برابر ۱۱٫۲۰ است.